# Sjölins ekonomiska gymnasium

Sjölins Gymnasium är en friskola som startade år 2000. Det finns idag fem gymnasieskolor som går under namnet Sjölins Gymnasium varav tre ligger i Stockholm , en i Göteborg och en i Malmö. Skolan ägs av Academedia. Skolan erbjuder ekonomiprogrammet, samhällsprogrammet och naturvetenskapsprogrammet.   
Sjölins gymnasium använder sig av casemetodik. Istället för att läsa ämnen var för sig i lektionsenheter läses ämnena utifrån ett fall, "ett case", taget från verkligheten.   